# Bill Laswell
Bill Laswell (12 de febrero de 1955 en Salem, Illinois) es un bajista, productor y arreglista estadounidense. Ha estado involucrado en cientos de trabajos discográficos con diversos artistas alrededor del mundo, explorando géneros como el funk, el jazz, el dub y la música ambient. También ha tocado y producido música de géneros más extremos como el hardcore punk y el heavy metal.
Mientras algunos artistas no han estado de acuerdo con los métodos de producción y grabación de Laswell (especialmente las agrupaciones de heavy metal Motörhead y White Zombie con las que trabajó como productor), la mayoría de ellos han alabado su labor y recurrido frecuentemente a sus servicios, como el pianista Herbie Hancock y el cantante Iggy Pop. Ha colaborado en muchos proyectos con su esposa, la cantante etíope Ejigayehu Shibabaw, más conocida como "Gigi".

## Discografía

### Estudio
| Lanzamiento | Lanzamiento | Título                                |
| Año         | Mes         | Título                                |
| ----------- | ----------- | ------------------------------------- |
| 1983        | Jun         | Baselines                             |
| 1988        | Mar         | Hear No Evil                          |
| 1994        | Dic         | Outer Dark                            |
| 1995        | Sep         | Silent Recoil: Dub System One         |
| 1996        | Sep         | Oscillations                          |
| 1997        | Jul         | City of Light                         |
| 1998        | Jun         | Oscillations 2                        |
| 1999        | Mar         | Invisible Design                      |
| 1999        | Sep         | Imaginary Cuba                        |
| 1999        | Nov         | Permutation                           |
| 2000        | Apr         | Dub Chamber 3                         |
| 2000        | Oct         | Lo. Def Pressure                      |
| 2001        | Sep         | Filmtracks 2000                       |
| 2001        | Oct         | Points of Order                       |
| 2004        | Sep         | Version 2 Version: A Dub Transmission |
| 2009        | Mar         | Invisible Design II                   |
| 2012        | Oct         | Means of Deliverance                  |
| 2012        | Nov         | Túwaqachi                             |